# Kawasaki Super Track and Field Meet

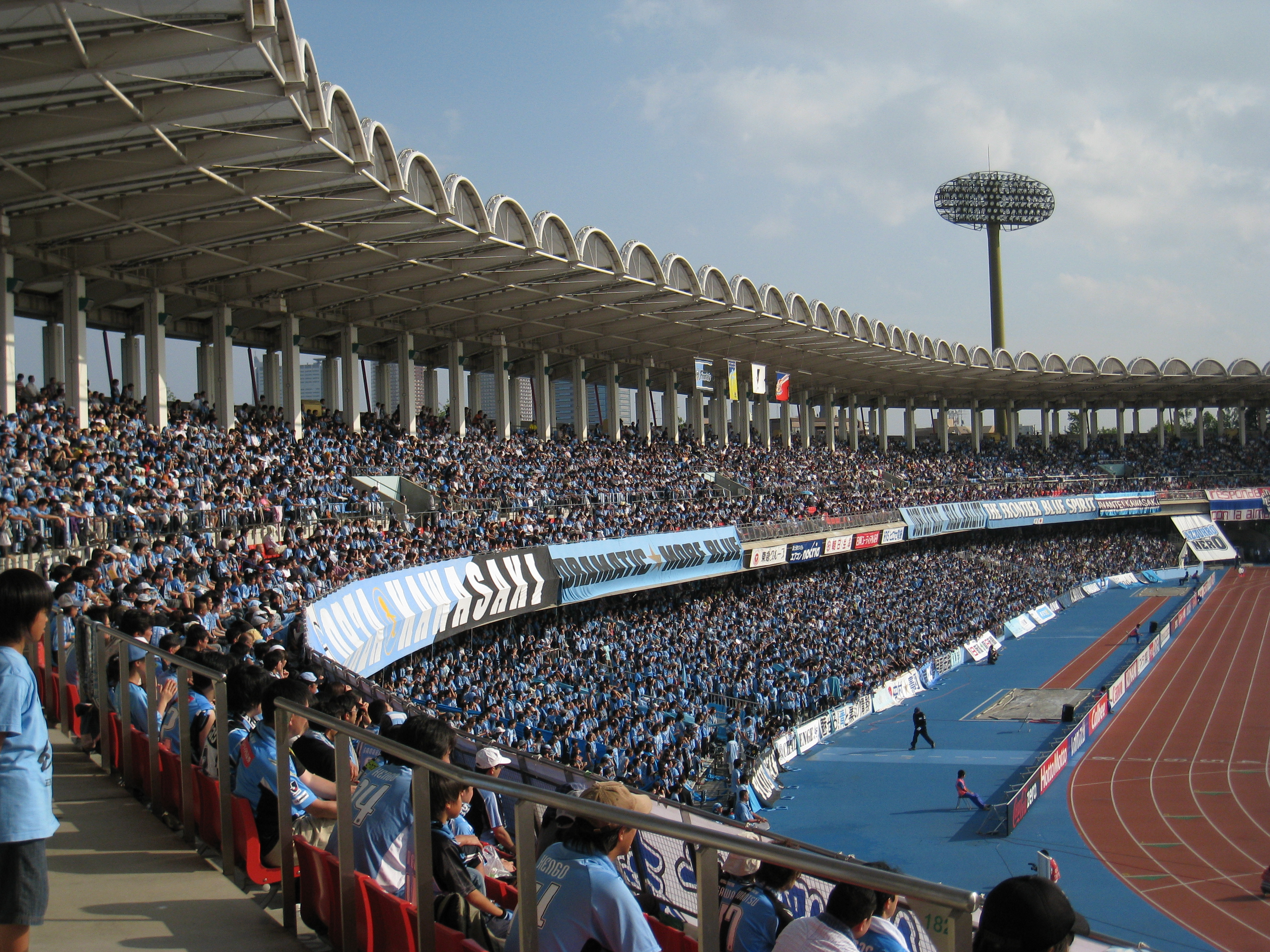
Het Todoroki Atletiekstadion waar de Super Track and Field Meet in zijn laatste jaren werd georganiseerd.

De Kawasaki Super Track and Field Meet was een internationale atletiekwedstrijd. De wedstrijd werd voor het laatst gehouden in 2010 in Kawasaki (Japan). De wedstrijd werd georganiseerd door de Japanse Atletiekfederatie in samenwerking met de sportkrant Nikkan Sports en de atletiekassociatie van Kanagawa in het Todoroki Atletiekstadion.

## Geschiedenis
In 1966 werden voor het eerst de Nikkan Sports Athletic Night Games georganiseerd ter gelegenheid van de twintigste verjaardag van Nikkan Sports, een Japanse sportkrant. Twintig jaar later, in 1986, kwam de wedstrijd bekend te staan als de Tokyo International Track and Field. In 1988 werd er wederom een naamswijziging doorgevoerd; de wedstrijd heette vanaf dat moment Super Track and Field Meet.
De wedstrijd heeft verschillende locaties gekend, meestal in de agglomeratie van Tokio, maar bijvoorbeeld in 1993 vond de wedstrijd plaats in Fukuoka. Tussen 2000 en 2007 was de wedstrijdlocatie in Yokohama, daarna kwam de wedstrijd naar Kawasaki, waar het evenement sindsdien gesitueerd is gebleven. De wedstrijd werd meestal georganiseerd in september.
In eind jaren '90 en de eerste tien jaren van de 21e eeuw behoorde de Super Track and Field Meet samen met de Osaka Grand Prix tot de twee grootste atletiekwedstrijden van Japan. In 2010 werd de laatste editie van beide wedstrijden gehouden. Deze wedstrijden werden vanaf het daaropvolgende jaar vervangen door de Golden Grand Prix Kawasaki.

## Wereldrecords
Tijdens de Kawasaki Super Track and Field Meet en zijn voorlopers is er driemaal een wereldrecord verbeterd, tweemaal in 1991 en eenmaal in 1992. Eén van de wereldrecords, behaald in 1991 door Seppo Räty, is later ongeldig verklaard door de IAAF. De andere twee records zijn gevestigd door Serhij Boebka.
| Datum             | Atleet        | Onderdeel            | Prestatie | Huidig wereldrecord            |
| ----------------- | ------------- | -------------------- | --------- | ------------------------------ |
| 6 mei 1991        | Serhij Boebka | polsstokhoogspringen | 6,07 m    | Nee, verbeterd op 9 juni 1991  |
| 19 september 1992 | Serhij Boebka | polsstokhoogspringen | 6,13 m    | Nee, verbeterd op 31 juli 1994 |

## Meetingrecords
| Onderdeel            | Prestatie | Atleet               | Nationaliteit | Datum             |
| -------------------- | --------- | -------------------- | ------------- | ----------------- |
| 100 m                | 9,97 s    | Justin Gatlin        | USA           | 23 september 2004 |
| 200 m                | 19,97 s   | Obadele Thompson     | BAR           | 9 september 2000  |
| 400 m                | 44,47 s   | Antonio Pettigrew    | USA           | 6 september 1997  |
| 800 m                | 1.42,17   | Wilson Kipketer      | DEN           | 16 september 1996 |
| 1500 m               | 3.37,09   | James Macharia       | KEN           | 19 september 2005 |
| 5000 m               | 13.10,48  | Philip Mosima        | KEN           | 23 september 2004 |
| 10000 m              | 27.55,88  | Khalid Skah          | MAR           | 19 september 1992 |
| 110 m horden         | 12,98 s   | Colin Jackson        | GBR           | 15 september 1994 |
| 400 m horden         | 47,86 s   | Llewellyn Herbert    | RSA           | 6 september 1997  |
| 3000 m steeplechase  | 8.19,80   | Wilson Boit Kipketer | KEN           | 6 september 1997  |
| hoogspringen         | 2,36 m    | Charles Austin       | USA           | 16 september 1996 |
| polsstokhoogspringen | 6,13 m    | Serhij Boebka        | UKR           | 19 september 1992 |
| verspringen          | 8,59 m    | Iván Pedroso         | CUB           | 15 september 1995 |
| hink-stap-springen   | 17,57 m   | Mike Conley          | USA           | 16 september 1989 |
| kogelstoten          | 21,27 m   | Randy Barnes         | USA           | 16 september 1989 |
| discuswerpen         | 65,66 m   | Jürgen Schult        | GDR           | 16 september 1989 |
| kogelslingeren       | 83,15 m   | Koji Murofushi       | JPN           | 23 september 2004 |
| speerwerpen          | 92,12 m   | Jan Železný          | CZE           | 15 september 1995 |
| 4 x 100 m            | 39,07 s   | Japan                | JPN           | 16 september 2002 |

| Onderdeel            | Prestatie | Atlete              | Nationaliteit | Datum             |
| -------------------- | --------- | ------------------- | ------------- | ----------------- |
| 100 m                | 10,83 s   | Merlene Ottey       | JAM           | 6 september 1997  |
| 200 m                | 22,10 s   | Gwen Torrence       | USA           | 18 september 1993 |
| 400 m                | 49,95 s   | Olga Kotljarova     | RUS           | 9 september 2000  |
| 800 m                | 1.58,71   | Kim Gallagher       | USA           | 8 oktober 1988    |
| 1500 m               | 4.05,82   | Sarah Jamieson      | AUS           | 24 september 2006 |
| 5000 m               | 14.59,49  | Sonia O'Sullivan    | IRL           | 18 september 1993 |
| 10000 m              | 31.46,72  | Olga Bondarenko     | URS           | 8 oktober 1988    |
| 100 m horden         | 12,60 s   | Jordanka Donkova    | BUL           | 8 oktober 1988    |
| 400 m horden         | 54,38 s   | Kim Batten          | USA           | 6 september 1997  |
| hoogspringen         | 2,05 m    | Inha Babakova       | UKR           | 15 september 1995 |
| hoogspringen         | 2,05 m    | Stefka Kostadinova  | BUL           | 18 september 1993 |
| polsstokhoogspringen | 4,72 m    | Jelena Isinbajeva   | RUS           | 24 september 2006 |
| verspringen          | 7,09 m    | Heike Drechsler     | GER           | 18 september 1993 |
| hink-stap-springen   | 15,32 m   | Tatjana Lebedeva    | RUS           | 9 september 2000  |
| kogelstoten          | 20,12 m   | Nadzeja Astaptsjoek | BLR           | 19 september 2005 |
| discuswerpen         | 69,22 m   | Ilke Wyludda        | GDR           | 16 september 1989 |
| kogelslingeren       | 72,27 m   | Zhang Wenxiu        | CHN           | 23 september 2004 |
| speerwerpen          | 77,52 m   | Petra Felke         | GDR           | 8 oktober 1988    |
| 4 x 100 m            | 43,80 m   | Internationaal team |               | 15 september 1994 |